# Jan Olaf Chmielewski
Jan Olaf Chmielewski (ur. 27 stycznia?/8 lutego 1895 w Niżnym Nowogrodzie, zm. 1 grudnia 1974 w Warszawie) – polski inżynier architekt, urbanista, wykładowca akademicki.

## Życiorys
Urodził się w rodzinie Bronisława i Zofii z Leśniewskich, jego dziadkowie byli Polakami przebywającymi na zesłaniu. Po śmierci ojca w 1908 przeniósł się z matką i rodzeństwem do Warszawy, gdzie rozpoczął naukę w szkole średniej Edwarda Rontalera. Ukończył ją w 1913, wstąpił do Związku Strzeleckiego, a następnie do Polskiej Organizacji Wojskowej, mając dziewiętnaście lat zgłosił się ochotniczo do Legionów Polskich. W 1916 dostał się do rosyjskiej niewoli, podczas wybuchu rewolucji październikowej przebywał w Sankt Petersburgu, jako urodzony w Rosji został wcielony do podlegającej marynarce obrony wybrzeża Armii Czerwonej, skąd zbiegł w 1918. 
Do Warszawy powrócił we wrześniu 1919, rozpoczął studia w Szkole Mechaniczno-Technicznej im. Rotwanda i Wawelberga, a następnie kontynuował na Wydziale Inżynierii Lądowej Politechniki Warszawskiej, a następnie na Wydziale Architektury pod kierunkiem Oskara Sosnowskiego, Rudolfa Świerczyńskiego i Tadeusza Tołwińskiego. Działał wówczas w Związku Niezależnej Młodzieży Socjalistycznej „Życie”, a następnie w Komunistycznej Partii Polski. Od 1924 był asystentem Oskara Sosnowskiego w Katedrze Architektury, a następnie jako adiunkt Tadeusza Tołwińskiego w Katedrze Budowy Miast. Pracę magisterską obronił w marcu 1930, była ona jednym z pierwszych studiów planowania regionalnego, wstąpił wówczas do Stowarzyszenia Architektów Polskich. 
Równolegle do pracy naukowej na Politechnice pracował pod kierownictwem Stanisława Różańskiego w Biurze Planowania Regionalnego Okręgu Warszawskiego, w 1936 awansował na kierownika. W tym okresie wypracował koncepcję planistyczną „Warszawy funkcjonalnej” (z Szymonem Syrkusem) (Centrum Architektury, ISBN 978-83-937716-1-5) oraz Warszawskiego Zespołu Miejskiego, prace kontynuował również w konspiracji po wybuchu II wojny światowej. Został aresztowany w 1943 i uwięziony na Pawiaku, skąd przetransportowano go do obozu na Majdanku. Po ucieczce powrócił do Warszawy, uczestniczył w konspiracyjnych pracach planistycznych, obronił wówczas doktorat. Po upadku powstania warszawskiego znalazł się w obozie Dulag 121 w Pruszkowie, skąd zbiegł i pieszo dotarł do Zakopanego, gdzie planował rozpocząć konspiracyjną pracę społeczno-polityczną. Po raz kolejny został aresztowany, ponownie udało mu się zbiec i przedostać na tereny zajęte przez Armię Czerwoną, wstąpił do Polskiej Partii Robotniczej. 
W 1945 powierzono mu kierowanie Wydziałem Urbanistyki w Biurze Odbudowy Stolicy oraz dołączył do kierownictwa Głównego Urzędu Planowania Przestrzennego przy Ministerstwie Odbudowy. W 1946 został profesorem kontraktowym na Wydziale Architektury Politechniki Warszawskiej, trzy lata później Główny Urząd Planowania Przestrzennego uległ likwidacji. W tym czasie został profesorem nadzwyczajnym i objął kierownictwo nowo powstałej Katedry Planowania Przestrzennego, w 1952 uzyskał stopień doktora nauk technicznych. 
Po powstaniu Polskiej Zjednoczonej Partii Robotniczej został jej członkiem, działał w partyjnym Komitecie Uczelnianym. Równolegle do pracy na Politechnice przez pewien czas kierował Zakładem Teorii Układów Przestrzennych Instytutu Urbanistyki i Architektury i Pracownią Planowania Przestrzennego Polskiej Akademii Nauk. W 1958 należał do grupy inicjującej powstanie Komitetu Przestrzennego Zagospodarowania Kraju przy Polskiej Akademii Nauk, a następnie wszedł w skład jej Prezydium. Należąc przez wiele lat do Towarzystwa Urbanistów Polskich w 1960 otrzymał tytuł członka honorowego, równocześnie działał w Polskim Towarzystwie Geograficznym, Polskim Związku Żeglarskim oraz wchodził w skład zarządu Yacht Klubu Polskiego i Związku Kapitanów Żeglugi Morskiej.
Zmarł w Warszawie, pochowany na cmentarzu Wojskowym na Powązkach (kwatera B 29-1-6).

## Ordery i odznaczenia
- Order Sztandaru Pracy II klasy (1964)
- Krzyż Kawalerski Orderu Odrodzenia Polski (19 lipca 1954)[4]
- Złoty Krzyż Zasługi (19 lipca 1946)[5]
- Medal Zwycięstwa i Wolności 1945
- Medal 10-lecia Polski Ludowej (19 stycznia 1955)[6]
- Złota Odznaka honorowa „Za Zasługi dla Warszawy” (1957)
- Złota Odznaka „Za zasługi dla województwa warszawskiego” (1970)
- Złota Odznaka Towarzystwa Urbanistów Polskich (1973)

Źródło: In memoriam - Pamięci Architektów Polskich - Jan Olaf Chmielewski

## Nagrody
- Państwowa Nagroda Artystyczna III stopnia w dziale architektury za prace nad planowaniem przestrzennym, w szczególności rejonu Zakopanego i terenów górskich (1950)[8]
- Zespołowa nagroda Komitetu do Spraw Urbanistyki i Architektury II stopnia (1956)
- Honorowa Nagroda SARP za wybitne zasługi w dziedzinie planowania przestrzennego (1967)